# Rati Aleksidze
Rati Aleksidze (in georgiano რატი ალექსიძე?; Tbilisi, 3 agosto 1978) è un ex calciatore georgiano, di ruolo attaccante.

## Palmarès

### Club

#### Competizioni nazionali
- Campionato georgiano: 4

Dinamo Tbilisi: 1996-1997, 1997-1998, 1998-1999, 2002-2003
- Coppa di Georgia: 2

Dinamo Tbilisi: 1996-1997, 2002-2003
- Supercoppa di Georgia: 2

Dinamo Tbilisi: 1996, 1997